# 1214
Anul 1214 (MCCXIV) a fost un an obișnuit al calendarului gregorian.

## Evenimente
- 16 februarie: Regele Ioan al Angliei debarcă la La Rochelle.
- 3 aprilie: Regele Ioan al Angliei ajunge la Limoges.
- 17 iunie: Englezii ocupă Angers.
- 2 iulie: Bătălia de la Roche-aux-Moines. Prințul moștenitor al Franței, Ludovic de Artois zdrobește armata regelui Ioan al Angliei.
- 27 iulie: Bătălia de la Bouvines: regele Filip al II-lea August al Franței îl înfrânge pe regele Ioan al Angliei și pe aliații acestuia, regele Otto al IV-lea al Germaniei, contele de Flandra, Rennaud de Dammartin și contele de Boulogne.
- 18 septembrie: Pacea de la Chinon. Regele Ioan al Angliei pierde posesiunile sale de la nord de Loire.

### Nedatate
- septembrie: În urma unei expediții victorioase, Teodor I, împăratul bizantin de la Niceea încorporează statului său Paphlagonia.
- Ca un rezultat al înfrângerii de la Bouvines, Otto al IV-lea pierde și stăpânirile din Germania, netezindu-se astfel calea lui Frederic al II-lea de Hohenstaufen, încă minor, la tronul german și la cel imperial.
- Fondarea orașului german Bielefeld.
- Împăratul chinez al statului Jin⁠(d) plătește mongolilor lui Ginghis Han o uriașă răscumpărare, după care se retrage din China de nord la Kaifeng.
- Ludovic I de Bavaria este învestit cu stăpânirea asupra Palatinatului din Renania.
- Orașul Sinope trece din stăpânirea Imperiului bizantin de Trapezunt în cea a selgiucizilor de Rum.
- Regele Andrei al II-lea al Ungariei caută să supună Galiția (Halici) pentru fiul său, Coloman.
- Tratat comercial între Veneția și Imperiul de la Niceea.

## Arte, Știință, Literatură și Filosofie
- 20 iunie: Privilegii obținute de Universitatea din Oxford.

## Nașteri
- 25 aprilie: Ludovic al IX-lea, rege al Franței (d. 1270)
- Roger Bacon, savant, filosof și teolog englez (d. 1294)

## Decese
- 5 octombrie: Alfonso al VIII-lea, rege al Castiliei (n. 1155)
- 4 decembrie: William I "Leul", rege al Scoției (n. 1143)

- David I⁠(d), împărat bizantin de Trapezunt (n. 1184)
- Pietro Capuano⁠(d), cardinal și teolog italian (n. ?)
- Rostislav al II-lea de Kiev (n. 1172)
- Vsevolod al IV-lea de Kiev (n. ?)

## Înscăunări
- 5 octombrie: Henric I, rege al Castiliei, sub regența mamei sale.
- 4 decembrie: Alexandru al II-lea, rege al Scoției (1214-1249).